# مانستر یونین
مانستر یونین (کره‌ای: 몬스터 유니온؛ انگلیسی: Monster Union) یک شرکت تولید و توزیع در کره جنوبی است که در ۹ ژوئن ۲۰۱۶ تأسیس شد. مانستر یونین شرکت تابعه کی‌بی‌اس است.